# РДС-1
50°26′15″ пн. ш. 77°48′51″ сх. д. / 50.4375° пн. ш. 77.814166666667° сх. д.
РДС-1, також відома як Виріб 501 (рос. Изделие 501) і Перша блискавка (рос. Первая молния), — радянська ядерна бомба, використана під час першого у Радянському Союзі випробування ядерної зброї. Сполучені Штати присвоїли їй кодову назву Joe-1, посилаючись на Йосипа Сталіна. Бомбу підірвали 29 серпня 1949 року о 7 год ранку, на Семипалатинському ядерному полігоні у Казахстані, після надсекретних досліджень і розробок у рамках радянського проекту атомної бомби.

## Історія
Зброя була розроблена в Курчатовському інституті, який на той час офіційно називався «лабораторією № 2», але у внутрішніх документах позначався як «офіс» або «база» з квітня 1946 року. Плутоній для бомби виготовляли на промисловому комплексі Челябінськ-40.
Потужність вибухової речовини РДС-1 становила 22 кілотонни в тротиловому еквіваленті, подібно до американських бомб Gadget і Товстун. За наполяганням Лаврентія Берії, бомба РДС-1 була розроблена як зброя імплозійного типу, подібно до бомби Товстун, скинутої на Нагасакі в Японії, але була зроблена з урахуванням радянських технологічних можливостей. Розробники бомби створили складнішу конструкцію (пізніше випробувану як РДС-2), але відхилили її через відому надійність конструкції Товстуна. Радянський Союз отримав велику кількість розвідувальних даних про конструкцію бомби Товстун під час Другої світової війни, яка була зібрана Юліусом та Етель Розенбергами і під час проєкту Venona.
Існує кілька пояснень радянської кодової назви РДС-1, зазвичай це довільне позначення: акронім «реактивний двигун спеціальний» (Реактивный двигатель специальный), або «Реактивний двигун Сталіна» (Реактивный двигатель Сталина), або «Росія робить сама» (Россия делает сама). Пізніше зброю також позначали РДС, але з іншими номерами моделей.
Головою комісії з випробувань РДС-1 був перший заступник начальника Першого головного управління при Раді міністрів СРСР Михайло Первухін. 
П'ять одиниць РДС-1 були завершені дослідною серією до березня 1950 року, а серійне виробництво зброї почалося в грудні 1951 року

## Конструкція
Атомний заряд бомби РДС-1 мав багатошарову конструкцію, в якій переведення активної речовини — плутонію в надкритичний стан здійснювався за рахунок його стиснення за допомогою сферичної детонаційної хвилі у вибуховій речовині. У центрі ядерного заряду розміщувався плутоній, що конструктивно складається з двох напівсферичних деталей. Масу плутонію було остаточно визначено у липні 1949 року. У порожнині плутонієвого ядра в складовій оболонці з природного урану встановлювався нейтронний запал. Одним із найскладніших вузлів першої атомної бомби РДС-1 був заряд вибухової речовини зі сплаву тротилу з гексогеном. Вибір зовнішнього радіусу визначався, з одного боку, необхідністю отримання задовільного енерговиділення, а з іншого — допустимими зовнішніми габаритами виробу та технологічними можливостями виробництва.
Перша атомна бомба розроблялася для підвіски у літаку Ту-4, бомболюк якого забезпечував можливість розміщення бомби діаметром до 1500 мм. Виходячи з цього габариту, був визначений діаметр балістичного корпусу бомби РДС-1. Довжина бомби становила 3,7 м, маса — 4,6 т.
У РДС-1 заряд конструктивно являв собою порожню кулю і складався з двох шарів. Внутрішній шар формувався із двох напівсферичних основ, виготовлених із сплаву тротилу з гексогеном. Зовнішній шар заряду РДС-1 збирався з окремих елементів. Цей шар, призначений для формування сферичної детонаційної хвилі.

## Наслідки вибуху
Щоб перевірити дію нової зброї, побудували будинки з дерева та цегли, а також міст і імітацію залізниці метро в околицях місця випробувань. На полігон також було доставлено броньовану техніку, приблизно 50 літаків, а також понад 1500 тварин, щоб перевірити вплив бомби на життя. У секторі артилерії було розміщено близько 100 гармат і мінометів на відстані від 250 до 1800 метрів від нуля. На відстанях від 500 до 550 метрів від нуля гармати були або повністю знищені, або потребували заводського ремонту. Отримані дані показали, що вибух РДС був на 50 % більш руйнівним, ніж спочатку оцінювали його інженери.
Потужність бомби становила понад 20 кт. Металева 37-метрова вежа, на якій була встановлена бомба, була знищена повністю, на її місці утворилася вирва діаметром 3 м і глибиною 1,5 м, покрита оплавленою склоподібною речовиною. Рівень радіації в центрі становив 0,5 Зв/с. Персоналу дозволялося перебувати за 2 км від епіцентру не більше 15 хвилин. За 25 метрів від вежі знаходилася будівля із залізобетонних конструкцій, з мостовим краном у залі для встановлення плутонієвого заряду в заряд із ВВ. Споруда частково зруйнувалася, сама конструкція встояла. З 1538 піддослідних тварин (собак, овець, кіз, свиней, кроликів, щурів) внаслідок вибуху загинуло 345 (деякі тварини імітували солдатів в окопах). Легкі пошкодження отримали танк Т-34 і польова артилерія в радіусі 500-550 м від центру, а на дальності до 1500 м усі типи літаків отримали значні пошкодження. На відстані кілометра від центру і далі через кожні 500 метрів було встановлено 10 легкових автомобілів, згоріли всі 10 машин. На відстані 800 м два житлові 3-поверхові будинки, побудовані за 20 м один від одного таким чином, що перший екранував другий, були зруйновані повністю, житлові щитові і зроблені з колод будинки міського типу виявилися зруйнованими повністю в радіусі 5 км.
В основному пошкодження були отримані від ударної хвилі. Залізничний (1000 м) і шосейний мости (1500 м) були викорінені і відкинуті від свого місця на 20—30 м. Танки та гармати були перевернуті та викручені, тварин відкинуло на десятки метрів.

## Реакція на Заході
Деякі літаки-розвідники WB-29 ВПС США були оснащені спеціальними фільтрами для збору атмосферного радіоактивного сміття. 3 вересня 1949 року Управління з питань атомної енергії ВПС здійснило політ WB-29 з авіабази Місава в Японії на базу Аєльсон на Алясці. Під час польоту літак зібрав радіоактивні дані. Потім ці дані були перехресно перевірені з даними пізніших польотів, і було встановлено, що Радянський Союз ефективно випробував ядерну зброю.
Випробування здивувало західні держави. Американська розвідка передбачала, що Радянський Союз не вироблятиме атомну зброю до 1953 року, тоді як британці не очікували цього до 1954 року Коли ВПС США виявили продукти ядерного поділу під час випробувань, Сполучені Штати почали слідувати за слідом уламків ядерних опадів. Президент Гаррі С. Трумен повідомив світ 23 вересня 1949 року: «Ми маємо докази того, що протягом останніх тижнів у СРСР стався атомний вибух» Заява Трумена, ймовірно, у свою чергу здивувала Радянський Союз, який сподівався зберегти секрет, щоб уникнути заохочення американців до розширення своїх атомних програм, і не знав, що Сполучені Штати створили систему виявлення випробувань за допомогою WB-29 Superfortress.  Це оголошення стало переломним моментом у холодній війні, яка щойно почалася. Коли було підтверджено, що Радянський Союз володіє атомною бомбою, прискорилася розробка першої водневої бомби.